# Sueskanal-Universität
Die Sueskanal-Universität (arabisch جامعة قناة السويس, DMG Ǧāmiʿat Qanāt as-Suwais) ist eine staatliche ägyptische Universität für die Gebiete am Sueskanal, wie Bur Saʿid, al-Ismaʿiliyya und as-Suwais sowie Schimal Sina. Sitz ist Ismailia.
Die 28 Fakultäten mit ca. 50.000 Studenten verteilen sich über die verschiedenen Standorte, ihr Zentrum befindet sich im Norden der Stadt Ismailia. Der weitläufige Komplex besitzt neben den Hochschulgebäuden und Studentenwohnheimen auch einen Park und ein regionalgeschichtliches Museum, das über den Bau des Sueskanals informiert.